# レジーム論
レジーム論（レジームろん、Regime theory）は、国際制度あるいは国際レジームが国家（やほかの国際的アクター）の行動に影響を与えると論じる国際関係論（国際政治経済学）のリベラリズムの理論である。アナーキーな国家間システムにおいて協調が可能であり、レジームが国際協調の事例であると仮定する。国際レジーム論とも。

## 理論的基盤
現実主義が対立が国際関係の規範であると予測するのに対して、レジーム論は、アナーキーにもかかわらず協調があるという。貿易、人権、集団的安全保障などの争点における協調を引用する。これらの協調の事例がレジームである。もっとも頻繁に引用されるレジームの定義は、スティーヴン・クラズナーによるものである。クラズナーは、レジームを「期待の収斂を整える規範、決定、ルール、手続きを持つ制度」と定義する（定義の詳細は、「国際レジーム」を参照）。
しかし、レジーム論のアプローチすべてがリベラリズムもしくはネオリベラリズムというわけではない。この基本的にリベラリズムの理論にリアリスト的なアプローチを採用する理論を展開するジョセフ・グリエコのようなリアリズムの研究者もいる（リアリズムは、協調が「決して」生じないと言っておらず、単に規範となっていないとみる）。

## 国際政治経済学（IPE）のレジーム論
上述のように、レジームは、「特定の争点領域においてアクターの期待が収斂するところの」一連の明示的あるいは黙示的な「原則、規範、ルール、意思決定手続き」と、クラズナーによって定義される。この定義は、意図的に広いものであり、公的な組織から非公式の集団にいたるまでの人間の相互作用をカバーしている。レジームは国家から構成される必要はないことに注意するべきである。
IPEでは、レジーム論への主要な三つのアプローチがある。支配的な、リベラリズム的で利益重視のアプローチ、利益重視のアプローチを批判するリアリズム、認知主義的学派に出自を持つ知識重視アプローチである。リベラリズムとリアリズムは合理主義アプローチで、認知主義は社会学的アプローチである。
リアリズムは国際関係論一般で支配的な学派であるけれども、（伝統的にリベラリズムの概念である）国際協調を説明する理論であることから、レジーム論では、リベラリズムのアプローチが優勢である。  

### リベラリズムのアプローチ
レジーム論のリベラリズム的な利益重視アプローチは、「期待の収斂」が存在するので、アナーキー下の協調が覇権国なしに可能であると述べる。個別の国家が実際に協調していることをほかのすべての成員に示す行動の基準を確立することによってレジームは協調を整える。すべての国家が他国の協調を期待するとき、強調を持続させる蓋然性は劇的に高まる。
ネオリベラリズムは、リアリズムが諸国が利益を共有する程度と国家関係の反復的性格を軽視しているという。裏切りが支配的な戦略となっている古典的な囚人のジレンマを使う世界を暗黙のうちにモデル化することで、リアリズムは間違いを起こしている。このモデルと現実の違いは、国家が囚人と違って、囚人同士は二度と出会わないのに対して、国家同士は継続的に協力しなくてはならない。今日のある決定は、将来の帰結とつながっているのである。相互協力はしたがって合理的である。繰り返される相対的に小さな協力行動の総計は、終わりのない相互裏切りによって相手から利益を得ようとして一回の行為で受け取る取り分よりも大きい。
繰り返し囚人のジレンマでは、アクターの行動は次の前提で決定される。（1）国家は合理的で、単一で、取り分を最大化するアクターであり、アナーキー状況で、安全保障のジレンマに直面している、（2）現在の行動が将来の帰結と関連している。囚人のジレンマは一回限りではない、（3）将来において、他国が「目には目を戦略」で裏切るかも知れないので、現時点で協力するのは国家の利益である、（4）国家は絶対利得に関心を持つ、つまり効用分析において他国の損得を考えないと理論は仮定する。対照的に、リアリズムは、国家が相対利得に関心を持つと論じる。
おそらくもっとも有名なネオリベラリズムの国際関係論者であるロバート・コヘインは、国際レジームが以下の点で協調の蓋然性を高めると論じる。（1）メンバーの行動を監視し、遵守を報告することによる他国の行動に関する情報の提供、レジームは裏切りの用件を規定し、裏切りに対する処罰規定を明確にしている、このことは、レジームのほかのメンバーに悪用される恐怖を低下させ、誤解の機会を最小限にする、制裁の明文化は秘密裏の裏切りの誘惑を低める。（2）取引費用の低下、協調を制度化することによって、レジームは、将来の合意のコストを低くすることができる。合意に達するコストを低くすることによって、レジームは、将来の協調の可能性を高める。GATTの各ラウンドは、続くラウンドで再び議論する必要のない多くの手続き上の問題を解決し、協調を容易にした。（3）メンバー間の協力の期待を一般化する、相互作用が予見できる将来の間継続するという反復と信条を作ることによって、レジームは、評判の重要性を高め、複雑な戦略の活用を許容する。レジームが協調する誘因と裏切りへの抑止を提供できると主張する研究者もいる。

### リアリズムのアプローチ
ジョセフ・グリエコのようなリアリストは、覇権安定論を使ったパワー重視のレジーム理論を提案している。覇権安定論の対抗理論としてレジーム論は機能するけれども、リアリズムは、レジームがどのように変化するのかを説明するためにレジーム論自体のなかで覇権安定論を利用する。リアリズムは、強力な覇権国の存在がレジームを成功させると論じる。
レジーム論では、リアリズムとリベラリズムは、国際協調の性質、および国際制度がどれほどの役割を果たすのかをめぐって異なる。リベラリズムは、レジームが国家利益の収斂を通じて出現し、国際制度が利益の統合を作り出すことを助けると論じる一方で、リアリズムは、レジームが国際システムにおけるパワーの配分を単に反映しているだけだという。強力な国家が自分たちの安全保障や経済利益に沿うようなレジームを創設するのである。レジームは、国家、とくに大国に対して独立したパワーを持っていない。こうして、レジームは、現実の独立変数（パワー）と観測された結果（協調）の単なる媒介変数に過ぎないのである。スーザン・ストレンジは、第二次大戦後の世界銀行やGATT・IMFなどの国際機関は、アメリカの大戦略の道具に過ぎないと論じている。

### 認知主義のアプローチ
上記の合理主義アプローチとは対照的に、認知主義は、リベラリズムとリアリズムの双方が誤った仮定を使っている点で合理主義理論を批判する。つまり、国家がいつも、また永遠に合理的なアクターである、利益は静態的である、利益とパワーの異なる解釈は不可能である、といった仮定である。認知主義は、合理主義理論が、将来の帰結が現在の決定に影響する繰り返しゲーム理論を活用するときでも、そのような反復の重要な含意、すなわち学習を無視していると批判する。繰り返しゲームの帰結は、将来に向かってだけでなく、過去に向かっても影響を及ぼす。アクターが将来を考慮に入れるためだけでなく、過去を考慮しているから、ある人の今日の決定は、明日の決定と同じではない。最後に、認知主義は、分析目的のため社会制度あるいはアクターがそれらを取り巻く社会政治的文脈から分離できると信じないポスト実証主義的方法論を利用する。認知主義のアプローチは、合理主義の代わりに、社会学的もしくはポスト実証主義的である。認知主義によれば、利益やパワーだけでなく、「認識」や「環境」も重要なのである。